# Corynactis caboverdensis
Corynactis caboverdensis is een Corallimorphariasoort uit de familie van de Corallimorphidae. De wetenschappelijke naam van de soort is voor het eerst geldig gepubliceerd in 1993 door den Hartog, Ocaña & Brito.